# Морска хиена
Морската хиена (Diplodus puntazzo) е вид бодлоперка от семейство Sparidae. Видът не е застрашен от изчезване.

## Разпространение и местообитание
Разпространен е в Албания, Алжир, Босна и Херцеговина, България, Гамбия, Гибралтар, Грузия, Гърция, Египет, Западна Сахара, Израел, Испания, Италия, Кабо Верде, Кипър, Либия, Ливан, Мавритания, Малта, Мароко, Монако, Нигерия, Португалия, Румъния, Сенегал, Сиера Леоне, Сирия, Словения, Тунис, Турция, Украйна, Франция, Хърватия и Черна гора.
Обитава полусолени водоеми и морета. Среща се на дълбочина около 10 m, при температура на водата около 24,3 °C и соленост 36,2 ‰.

## Описание
На дължина достигат до 60 cm, а теглото им е максимум 1680 g.